# Sabaria haematopis
Sabaria haematopis är en fjärilsart som beskrevs av W. Warren 1898. Sabaria haematopis ingår i släktet Sabaria och familjen mätare. Inga underarter finns listade.